# Staten Island
Staten Island je eno od mestnih okrožij New Yorka, ki leži na istoimenskem otoku.
Do leta 1975 se je okrožje formalno imenovalo Richmond. Na 265 km² živi 460.000 ljudi.
Z Brooklynom ga povezuje viseči Most Verrazano, na Manhattan pa vozi trajekt.